# Großsteingräber bei Poppentin
Die Großsteingräber bei Poppentin waren mehrere megalithische Grabanlagen unbekannter Zahl der jungsteinzeitlichen Trichterbecherkultur bei Poppentin, einem Ortsteil von Göhren-Lebbin im Landkreis Mecklenburgische Seenplatte (Mecklenburg-Vorpommern). Sie wurden im 19. Jahrhundert zerstört. Nach Friedrich Franz Elias von Kardorff und Johann Ritter befanden sich um 1847 in der Nähe des Schlösschens von Poppentin auf sandigem Boden noch mehrere Großsteingräber, die bereits damals schlecht erhalten waren. Eine vorgeschlagene Untersuchung erfolgte nicht. Robert Beltz führte die Anlagen 1899 als ausgegangen. Über Ausrichtung, Maße und Typ der Gräber liegen keine näheren Angaben vor. Etwa 500 m nordwestlich von Poppentin liegt das noch erhaltene Großsteingrab Wendhof. Zwischen Poppentin und Wendhof ist außerdem noch ein bronzezeitlicher Grabhügel erhalten.